# Marijan Ban
Marijan Ban, hrvaški glasbenik in pevec, * 8. februar 1963, Split, Socialistična republika Hrvaška, SFRJ.
Je nekdanji frontman skupine Daljna obala. Po prvih uspehih leta 1990 je zaradi skupine postal profesionalni glasbenik.